# تدميس
التدميس أو الكَمْر هي طريقة طهي مركبة تستخدم كلاً من درجات الحرارة الرطبة والجافة: يُحمّر فيها الطعام أولاً على درجة حرارة عالية، ثم يُطهى في وعاء مغطى بسائل الطهي مثل المرق أو معصور جوز الهند (أو الجعة أو النبيذ في بعض المطابخ العجمية). إنه مشابه للتيخين لكن التدميس يجري باستخدام مرق أقل وعادة ما يستخدم لقطع اللحم الكبيرة. يمكن استخدام طريقة الطبخ هذه لتحضير الأسماك أو التمبة أو التوفو أو الفواكه والخضروات.